# Kenneth Denbigh
Kenneth George Denbigh (Luton, 30 maggio 1911 – Londra, 23 gennaio 2004) è stato un chimico britannico, noto per i suoi studi riguardanti la cinetica, la termodinamica e la concezione del tempo.

## Biografia
Denbigh nacque a Luton il 30 maggio 1911. Suo padre George dirigeva uno stabilimento chimico a Wakefield e il giovane Kenneth poteva entrare nello stabilimento e compiere semplici operazioni nel laboratorio. In seguito si iscrisse all'Università di Leeds laureandosi nel 1932. Ottenne quindi il dottorato nel 1934 sotto la guida di Robert Whytlaw-Gray con una tesi sui fluoruri di zolfo. Nel corso di tali studi scoprì il fluoruro S2F10, sino a quel momento sconosciuto. Denbigh avrebbe desiderato continuare la carriera accademica, ma dovette inizialmente impiegarsi alla Imperial Chemical Industries occupandosi di problemi di ingegneria chimica. Per un breve periodo (1938-1940) ottenne un incarico di insegnamento all'Università di Southampton. Allo scoppio della seconda guerra mondiale si trasferì alla Royal Ordnance Factory di Bridgwater, una fabbrica di munizioni dove perfezionò il reattore per la sintesi dell'esplosivo RDX. Questo lavoro lo portò a sviluppare la termodinamica dei reattori continui.
Dopo la fine della guerra, nel 1948 ottenne un insegnamento al Dipartimento di Ingegneria Chimica all'Università di Cambridge dove si interessò della termodinamica dei processi irreversibili. Allora in via di sviluppo, queste ricerche riguardavano le relazioni tra cinetica e termodinamica. Nel 1955 fu invitato all'Università di Edimburgo per fondare un nuovo Dipartimento di Tecnologia Chimica, dove continuò le sue ricerche sulla cinetica di importanti reazioni industriali, ma iniziò anche ad interessarsi a problemi filosofici e sociali. Nel 1960 fu chiamato alla cattedra di ingegneria chimica all'Imperial College di Londra. Nel periodo 1966-1977 fu direttore del Queen Elizabeth College, college che fu in seguito incorporato nel King's College London. In questi anni si interessò di problemi filosofici come la natura del tempo e la sua direzione, argomenti che continuò a coltivare anche dopo il pensionamento.

## Opere
Oltre a numerosi articoli su riviste scientifiche, Denbigh è autore dei seguenti testi:
- (EN) K. G. Denbigh, The thermodynamics of the steady state, Londra, Methuen, 1951.
- (EN) K. G. Denbigh, The principles of chemical equilibrium, Cambridge University Press, 1955. Tradotto in varie lingue, tra le quali l'italiano.
- (EN) K. G. Denbigh, Science, industry and social policy, Edimburgo, Oliver & Boyd, 1963.
- (EN) K. G. Denbigh, Chemical reactor theory: an introduction, Cambridge University Press, 1965. Tradotto in varie lingue, tra le quali l'italiano.
- (EN) K. G. Denbigh, An inventive universe, Londra, Hutchinson, 1975, ISBN 978-0-807-60802-9.
- (EN) K. G. Denbigh, Three concepts of time, Heidelberg, Springer, 1981, ISBN 978-3-540-10757-6.
- (EN) K. G. Denbigh e J. S. Denbigh, Entropy in relation to incomplete knowledge, Cambridge University Press, 1985, ISBN 978-0-521-25677-3.

## Riconoscimenti
Oltre a varie lauree honoris causa, Denbigh ricevette numerosi riconoscimenti, tra i quali:
- 1956 Membro della Royal Society di Edimburgo
- 1965 Membro della Royal Society
- 1970 Membro della Royal Society of Chemistry
- 1981 Membro internazionale della National Academy of Engineering degli Stati Uniti